# 沙田镇 (高州市)
沙田镇，是中华人民共和国广东省茂名市高州市下辖的一个行政建制镇。
因田土多沙得名。1957年置沙田乡，1961年成立沙田公社，1983年改区，1987年建镇。镇政府驻沙田圩。

## 行政区划
沙田镇下辖以下地区：
东区社区、沙田村、周村、山曜村、罗坑村、桃栏村、高一村、曹岭村、永乐村、六联村、卢村、乐山村、官岭村和赤坎村。